# پاراناگاما هاپوکوتووگامدا
پاراناگاما هاپوکوتووگامدا (به لاتین: Paranagama Hapukotuwegammedda) یک منطقهٔ مسکونی در سری‌لانکا است که در استان مرکزی (سری‌لانکا) واقع شده‌است.